# Tollwitz
Tollwitz is een plaats en voormalige gemeente in de Duitse deelstaat Saksen-Anhalt, en maakt deel uit van de Landkreis Saalekreis.
Tollwitz telt 1.245 inwoners.